# Gropecunt Lane

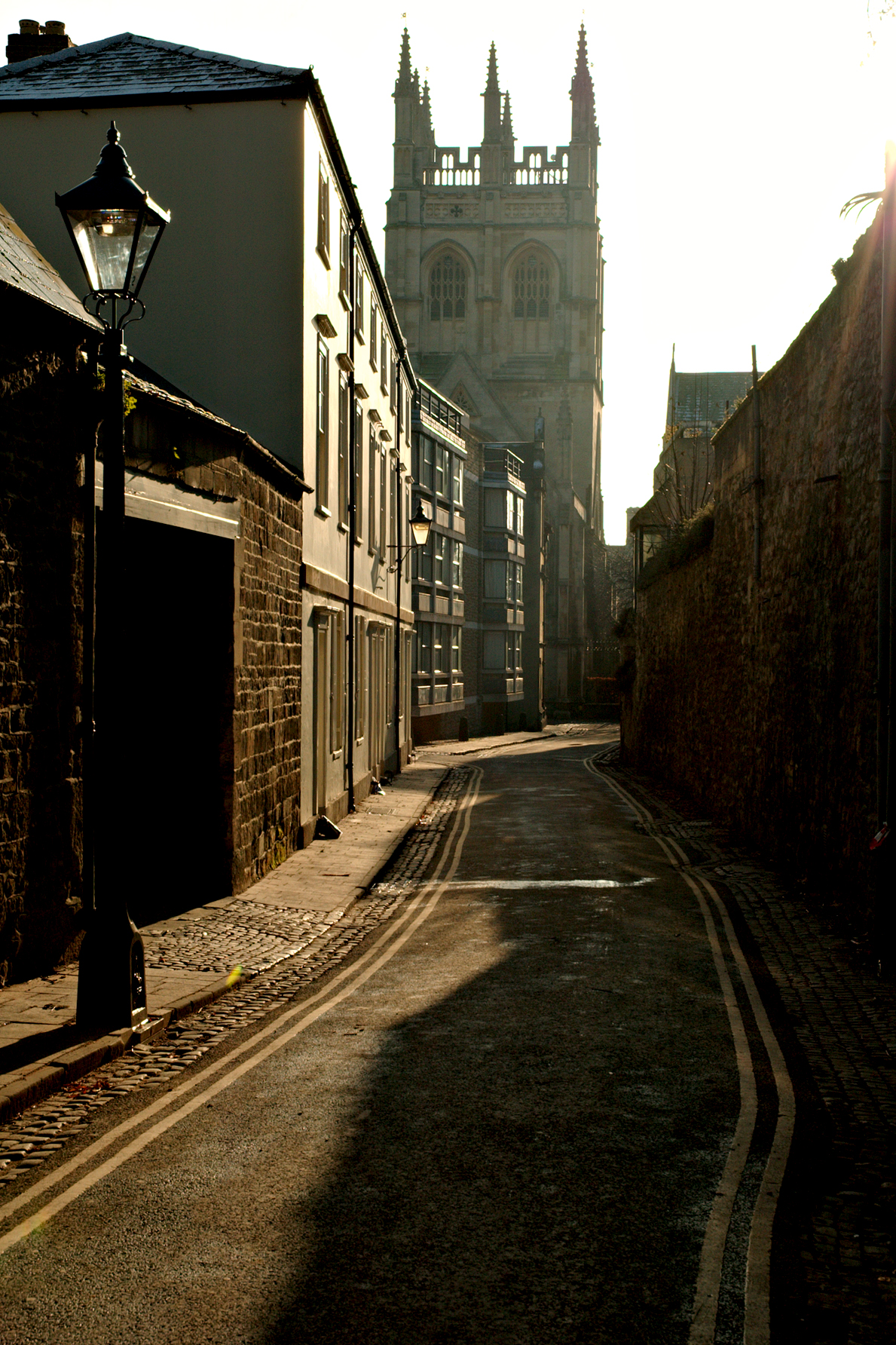
Magpie Lane en Oxford, antes llamada Gropecunt Lane.

Gropecunt Lane (ˈɡroʊpkʌnt ˈleɪn) era el nombre de varias calles en diversos pueblos y ciudades de Inglaterra durante la Edad Media, el cual puede ser una referencia a la prostitución que se centraba en esas áreas; en la época medieval era normal que los nombres de las calles reflejaran la función o la actividad económica que tenía lugar en ella. Gropecunt, cuyo uso conocido más antiguo se remonta a cerca de 1230, parece haber derivado en la conjunción de las palabras "grope" ("andar a tientas", en sentido figurado "frotar") y "cunt" (forma vulgar de llamar a los genitales femeninos). Las calles con ese nombre generalmente estaban ubicadas en las partes más transitadas de las ciudades medievales, y al menos una parece haber sido una importante vía pública.
A pesar de que el nombre alguna vez fue común en toda Inglaterra, los cambios de aptitud resultaron en que las calles fueran designadas de manera más inocua, como "Grape Lane". La última calle registrada como Gropecunt Lane fue renombrada en 1561.

## Toponimia
El nombre tiene muchas variantes, tales como: Gropecunte, Gropecountelane, Gropecontelane, Groppecountelane, y Gropekuntelane. Alguna vez hubo muchas calles con nombres como esos por toda Inglaterra, pero ahora han sido expurgadas. En la ciudad de York, por ejemplo, la calle de Grapcunt Lane (grāp es la palabra en inglés antiguo para "grope") fue renombrada, a petición de los lugareños, con el nombre más aceptable de "Grape Lane".
El primer registro de la palabra grope siendo usada con el sentido de "tocar indecentemente los genitales" data de 1380; cunt ha sido usado para describir los órganos genitales externos femeninos desde al menos 1230 y corresponde al antiguo nórdico kunta, cuya etimología es incierta.

## Prostitución

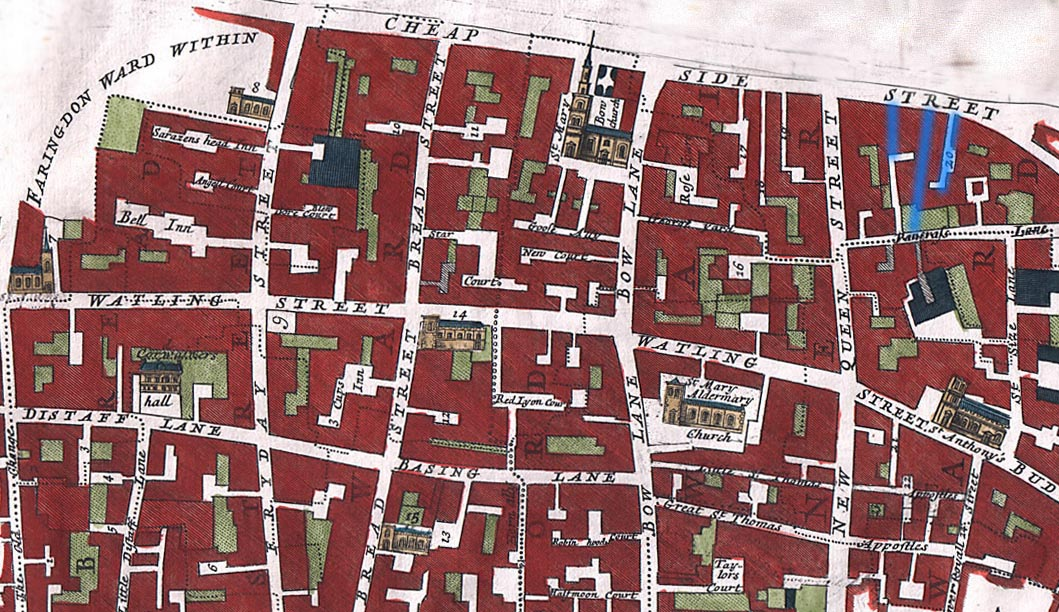
Un mapa de 1720 incluido en una versión del siglo XIX de Survey of the Cities of London and Westminster de John Stow, de las calles remarcadas con azul la de en medio era antaño "Gropecunt Lane"; hoy en día es Mercers' Hall.

Bajo la entrada para la palabra cunt, el Oxford English Dictionary menciona una calle llamada "Gropecuntlane" cerca de 1230, la primera aparición del nombre. La prostitución organizada estaba bien establecida en Londres a mediados del siglo XII, e inicialmente estaba confinada a Southwark, al sureste, pero luego se esparció a otras áreas como Smithfield, Shoreditch, Clerkenwell y Westminster. La práctica fue tolerada por las autoridades, y hay muchos ejemplos históricos de que, de hecho, fue más regulada que censurada: en 1393 las autoridades de Londres permitieron a las prostitutas trabajar solo en Cocks Lane, y en 1285, las prostitutas francesas de Montpellier fueron confinadas a una sola calle.
En la Edad Media era común que los nombres de las calles reflejaran su función o la actividad económica que se daba lugar en ella (especialmente relacionado con lo que vendían los comercios establecidos ahí), he ahí el porqué de frecuentes nombres como The Shambles (Los Mataderos), Silver Street (Calle de Plata), Fish Street (Calle del Pescado), and Swinegate (Puerta del Cerdo) en las ciudades con historia medieval. La prostitución también era un aspecto común de la vida urbana (y, de cierta forma, lo sigue siendo). en A survey of London (1598) John Stow describe Love Lane como "atestada de pervertidos".  Como sea, lo literal del nombre de "Gropecunt Lane" es probablemente una obvia alusión a la práctica sexual.

## Cambio de nombre

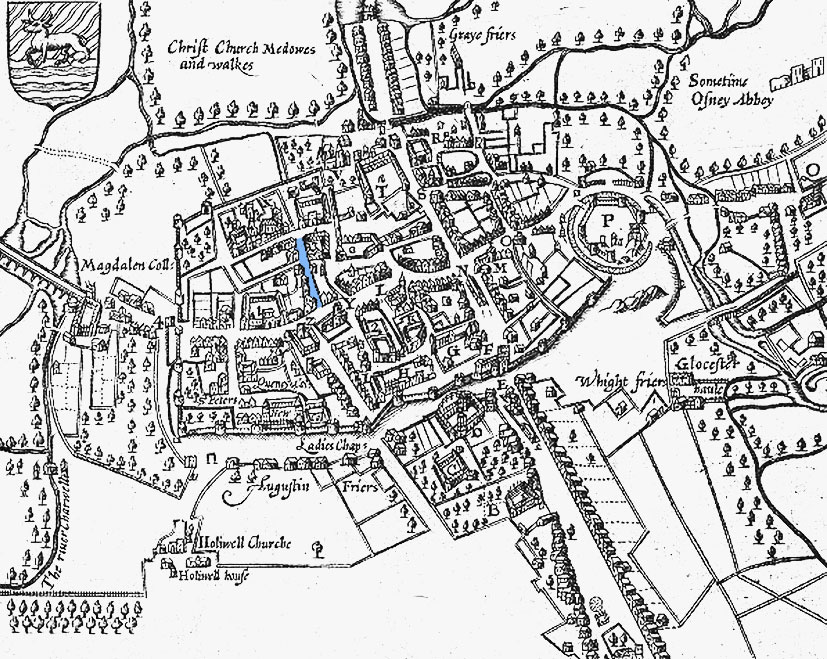
Un mapa de Oxford hecho por John Speed en 1605 con Gropecunt Lane, por entonces Grope o Grape Lane, resaltada en azul. La calle mayor a la que está conectada es High Street, y al norte, continúa hasta el fondo.

El Oxford English Dictionary define cunt como "Aplícase a las personas, especialmente mujeres , como término vulgar de abuso", pero durante la Edad Media la palabra no era considerada meramente vulgar, teniendo uso común su sentido anatómico hasta el siglo XIII. En El Cuento del Molinero, Geoffrey Chaucer escribe: "Y privadamente la asió por el "queynte"" (y en la intimidad la tomó por la entrepierna), y en Philotus (1603) se menciona: "Put doun thy hand and graip hir cunt" (literalmente: pusisteis vuestra mano abajo y la tomasteís por el coño). Gradualmente, la palabra se fue "obscenizando" hasta el significado considerado hoy en día.
En Wandring Whore II (1660) la palabra es aplicada a una mujer, específicamente a una puta ("este no es uno de tus miserables 'Sneakesbyes and Raskalls' a los que le ofreciste tu gran C, pero dieciocho peniques o dos chelínes, y nos arrepentiremos de las ganancias"). A Classical Dictionary of The Vulgar Tongue (1785), de Francis Grose, recopila la palabra como "C**t: "El chonnos de los griegos y el cunnus de los diccionarios latinos; una palabra desagradable para una cosa desagradable: un con Miege." La derivación del griego y el latín presentada por Grose es probablemente incorrecta; la palabra más bien proviene de algún lenguaje mediterráneo olvidado, evidenciado en las palabra egipcias qefen-t y ka-t, que significan vulva.
Este cambio en el uso puede deberse a la desaparición del nombre "Gropecunt". Sin embargo, algunos nombres medievales como "Addle Street" (orina o cualquier otro líquido desagradable)) y "Fetter Lane" (alguna vez "Fewterer", que significa "persona perezosa y desordenada") han sobrevivido, mientras otros han sido cambiados conforme a la aptitud de la época. Sherborne Lane, en Londres, era conocida en 1272 como Shitteborwelane, después como "Shiteburn Lane" y "Shiteburuelane" (posiblemente se debía al vertedero de aguas negras que había ahí).  "Pissing Alley" ("Callejón del orinado"), una de las muchas calles homónimas que sobrevivieron al Gran Incendio de Londres, se llamaba "Little Friday Street" en 1848, antes de que fuera unida a Cannon Street en 1853. Petticoat Lane ("Camino de las enaguas"), cuyo significado es malinterpretado como relativo a la prostitución, fue renombrada en 1830 como Middlesex Street, siguiendo las normas sobre las calles nombradas como ropa interior.  Más recientemente, "Rillington Place", donde John Christie asesinaba a sus víctimas, fue renombrada "Ruston Close". Selous Street en Londres fue renombrada como muestra de respeto hacia Nelson Mandela, así como antes había sido nombrada en honor al colonialista Frederick Selous.
Con la notable excepción de Shrewsbury y posiblemente Newcastle, donde un "Grapecuntlane" fue mencionado en 1588, el uso de "Gropecunt" como nombre de calle fue decayendo hacia el siglo XIV. La clase protestante conservadora al mando aumentó su hostilidad hacia la prostitución durante el siglo XVI, resultando en la clausura del burdel de Southwark en 1546, remplazándolo más tarde por intentos de regulación.

## Localización
Londres tenía muchas calles llamadas Gropecunt Lane, incluyendo una en las parroquias de St. Pancras y St. Mary Colchirche, entre Bordhawelane y Puppekirty Lane, cerca de la actual Cheapside. El primer registro, en 1279, de "Gropecontelane" y "Groppecountelane", era parte de un conjunto de calles que parece haber sobrevivido como una pequeña isla de prostitución en las afueras de Southwark, donde muchas actividades fueron confinadas en la Edad Media.

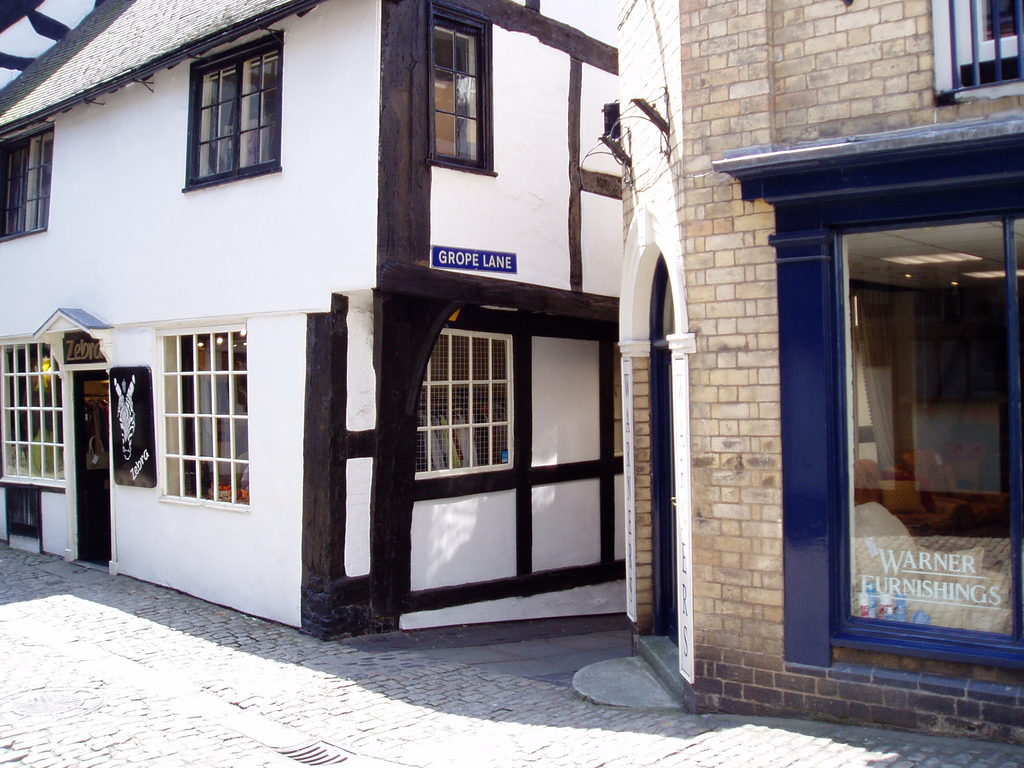
Grope Lane en Shrewsbury.

El nombre también fue usado en otras ciudades a lo largo de Inglaterra, como Bristol, York, Shrewsbury, Newcastle, Worcester, Hereford, y Oxford. La Gropekuntelane de Norwich  (ahora Opie Street) fue registrada en latín como turpis vicus, la "Vía de la vergüenza". En 1230 Magpie Lane, en Oxford, era conocida como Gropecunt Lane, y fue renombrada Grope o Grape Lane en el siglo XIII, y luego Magpie Lane a mediados del XVII. Fue renombrada otra vez en 1850 como Grove Street, antes de volver a asumir el nombre actual en el siglo XX. Newcastle y Worcester tienen ambas una Grope Lane cerca de sus respectivos muelles. En su estudio de 2001 acerca de la prostitución medieval, usando el Historic Towns Atlas como fuente, el historiador Richard Holt y el arqueólogo Nigel Baker de la Universidad de Birmingham indagaron acerca de las calles sexualmente sugestivas alrededor de Inglaterra. Concluyeron que había una relación cercana entre una calle llamada "Gropecunt Lane", que casi siempre se encontraba en el centro de la localidad, y el mercado del pueblo o la avenida principal.